# La Lande-sur-Drôme
La Lande-sur-Drôme é uma ex-comuna francesa na região administrativa da Normandia, no departamento de Calvados. Estendeu-se por uma área de 1,58 km². Em 2010 a comuna tinha 64 habitantes (densidade: 40,5 hab./km²).
Em 1 de janeiro de 2017 foi fundida com as comunas de Sept-Vents, Dampierre e Saint-Jean-des-Essartiers para a criação da nova comuna de Val de Drôme.